# Victoria Memorial (Calcutta)
Il Victoria Memorial, ufficialmente Victoria Memorial Hall, è un edificio costruito in memoria di Vittoria (1819-1901), Regina del Regno Unito e Imperatrice dell'India, edificato a Calcutta tra il 1906 e il 1921, che al tempo era la capitale dell'India britannica. Attualmente è un museo e la maggiore attrattiva turistica della città sotto gli auspici del Ministro della Cultura. Il museo è situato tra il Maidan ed il fiume Hooghly, vicino alla strada dedicata a Jawaharlal Nehru.

## Storia
Alla morte della regina Vittoria, nel gennaio 1901, Lord Curzon, l'allora viceré dell'India, pose la questione della creazione di un memoriale per la regina defunta. Suggerì che il monumento più adatto avrebbe dovuto essere un edificio imponente, spazioso, circondato da un giardino con peschiere.
La prima pietra fu posata il 4 gennaio 1906 dal principe di Galles, nipote della regina e futuro re Giorgio V, e fu aperta al pubblico il 28 dicembre 1921. Sir William Emerson fu l'architetto che progettò e seguì tutti i lavori di costruzione. Nel 1912, prima che la costruzione fosse completata, Giorgio V annunciò il trasferimento della capitale da Calcutta a Nuova Delhi.

## Finanze
Il Victoria Memorial è stato finanziato da molti Stati indiani, individui del British Raj e dal Governo Inglese di Londra. I principi e la popolazione indiana risposero generosamente all'appello di Curzon per i fondi e il costo totale della costruzione di questo monumento ammonta ad un crore e 5 lakh di rupie, tutte ricevute su base volontaria.

## Design
L'architetto del Victoria Memorial hall fu William Emerson (1843–1924), presidente del Royal Institute of British Architects. Il design è in stile Indo-Saraceno. Questo stile usa una commistione di elementi architettonici Inglesi e Mughal così come di quelli Veneziani, Egiziani, Deccani e Islamici. L'edificio misura 103m per 69m e raggiunge un'altezza di 56m. L'edificio è costruito di marmo bianco di Makrana. I giardini del Victoria Memorial sono stati ideati da Lord Redesdale e David Prain, assistente di Emerson. Vincent J. Esch progettò il ponte e i cancelli del giardino.

### William Emerson
Emerson fu il pupillo di William Burges. Visitò l'India per la prima volta nel 1860. Emerson progettò il Crawford Market a Mumbai; la Cattedrale di Ogni Santi ad Allahabad; e Muir College. Emerson si trasferì nel principato di Bhavnagar in Gujrat e progettò il Takhtsingji Hospital e il Nilambagh Palace. Lì apprese come fondere gli elementi architettonici dello stile Hindu nei suoi lavori.

### Vincent J. Esch
Nel 1899, Esch fu nominato assistente ingegnere per la ferrovia Bengal Nagpur, un lavoro che gli diede una esperienza pratica nelle costruzioni su larga scala e sulla gestione dei costi. Nel 1902, Emerson avvicinò Esch per creare il design originale per il Victoria Memorial. Dopo aver progettato il palazzo per la mostra temporanea del Delhi Durbar del 1903, Curzon finanziò Esch in modo da poter essere un assistente accettabile per Emerson. Esch vinse anche una competizione per la progettazione del Bengal Club a Chowringhee.

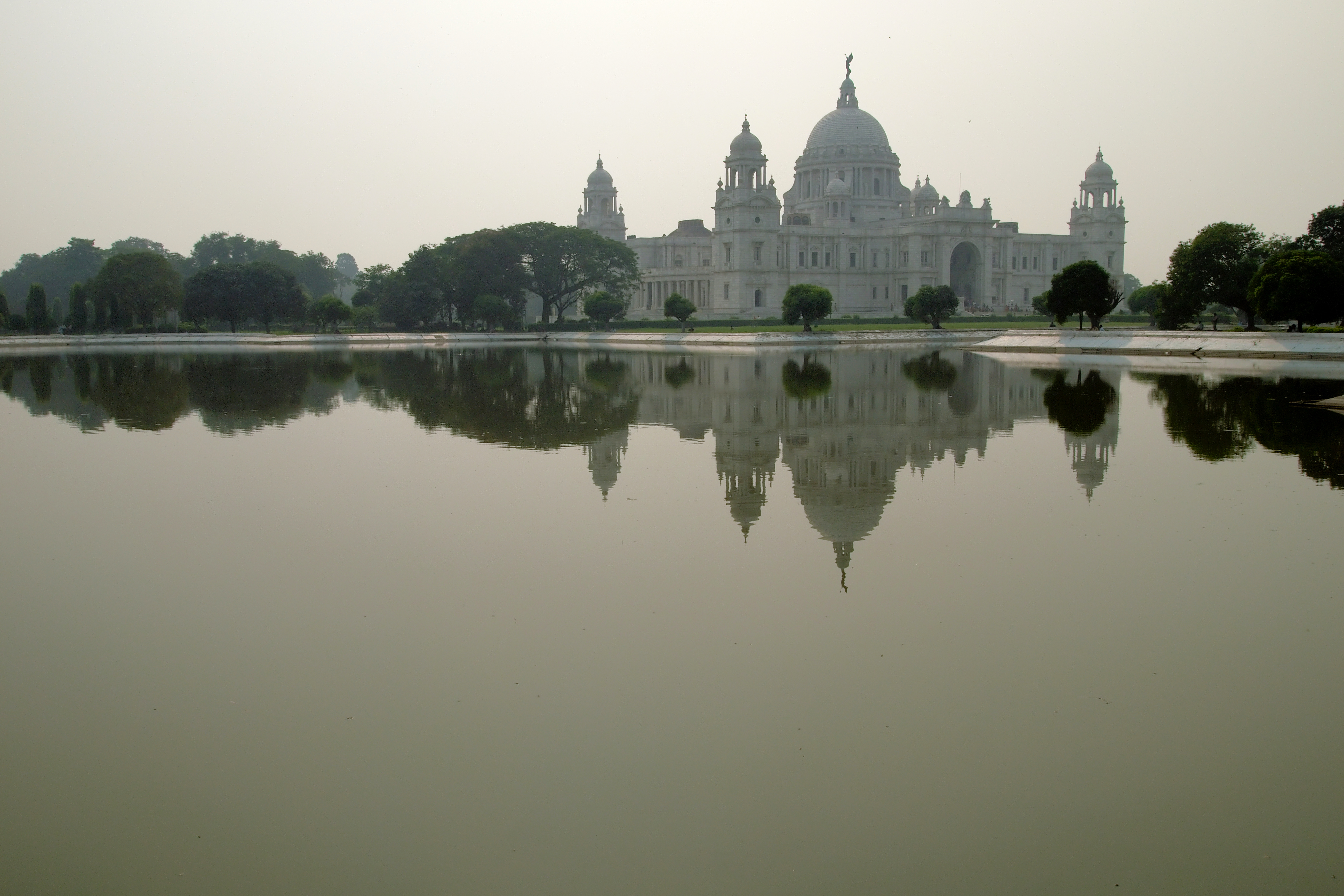
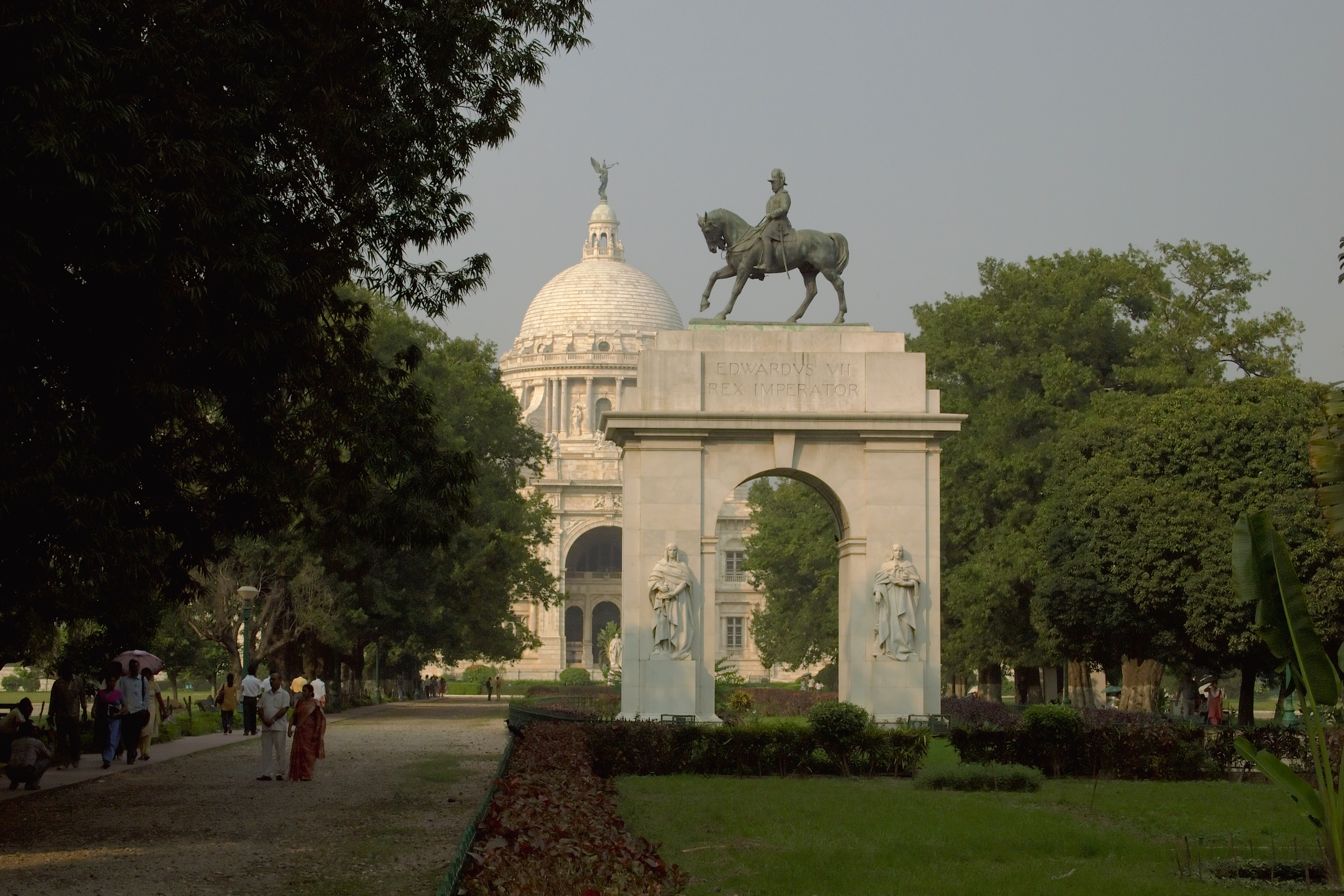
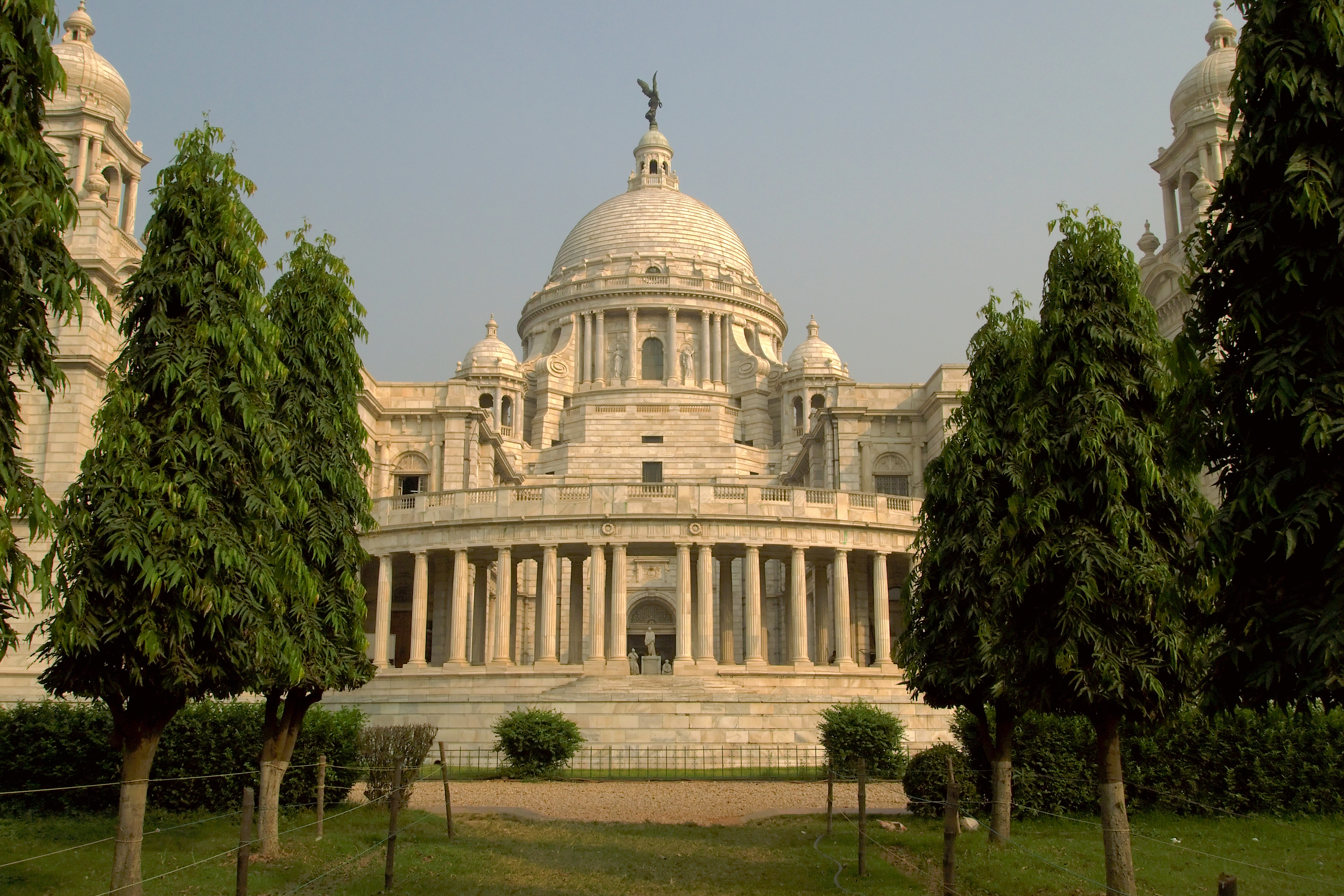
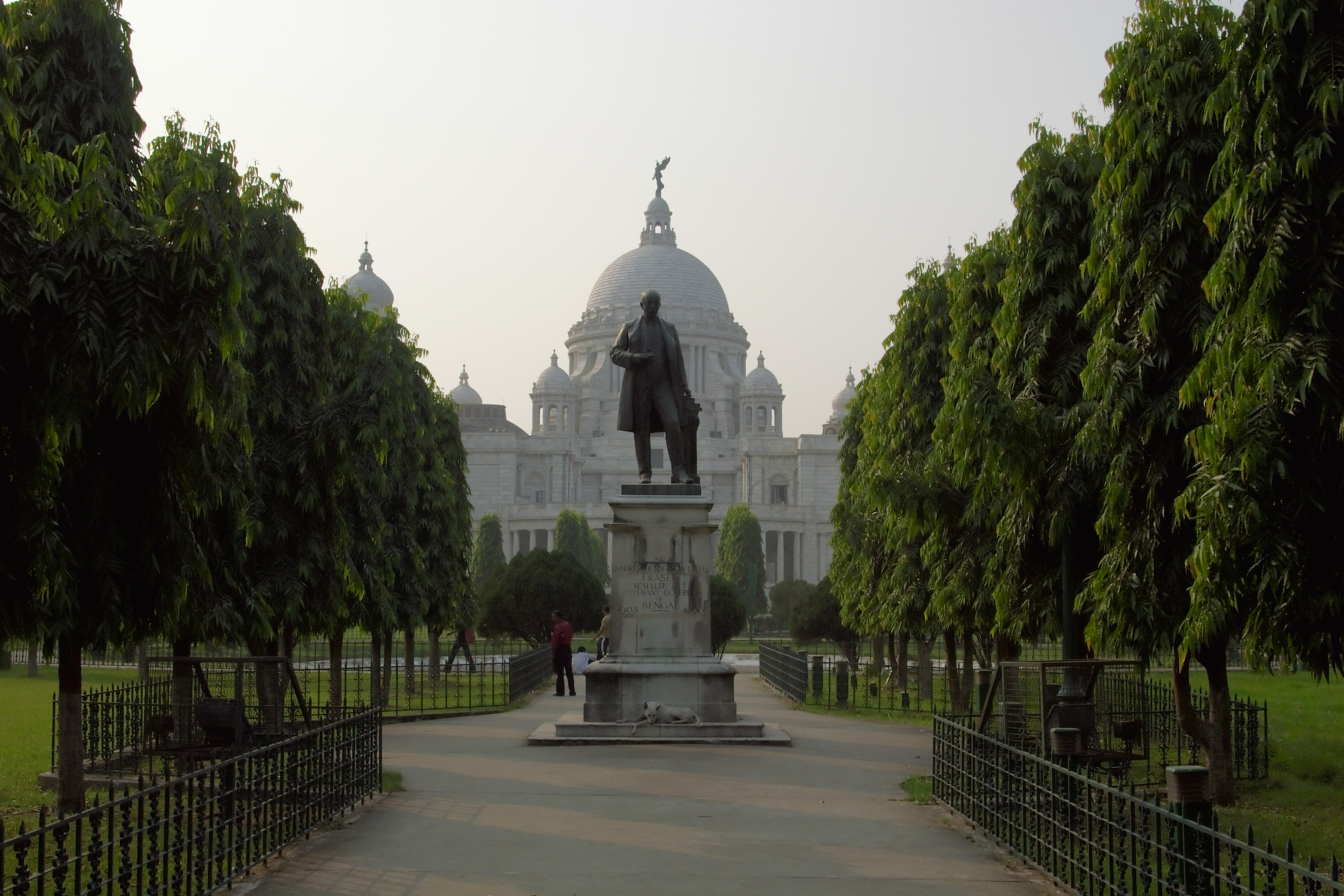

## Costruzione
La costruzione del Victoria Memorial fu ritardata a causa della partenza di Curzon dall'India nel 1905 con una conseguente perdita di entusiasmo locale per il progetto. La pietra angolare del Victoria Memorial fu posta nel 1906 e il palazzo aperto nel 1921. Il lavoro di costruzione fu affidato a Messrs. Martin & Co. di Calcutta. I lavori per la sovrastruttura iniziarono nel 1910. Dopo il 1947, quando l'India guadagnò l'indipendenza, furono aggiunte delle ali.

## Decorazioni esterne
Nella struttura centrale del Victoria Memorial si trova la figura di un Angelo della Vittoria di 4,9m. La struttura centrale è circondata da sculture allegoriche che rappresentano l'Arte, l'Architettura, la Giustizia, e la Carità e sopra il Portico Nord ci sono la Maternità, la Prudenza e la Conoscenza.